# Famille de Sistrières
Pour les articles homonymes, voir Murat.
Cette page explique l’histoire ou répertorie les différents membres de la famille de Murat-Sistrières.
La famille de Sistrières puis de Sistrières-Murat puis de Murat-Sistrières est une famille de robe d'Auvergne, actuellement éteinte, anoblie du 22 avril 1776 en les personnes de Jean-Aymar et François-Michel de Sistrières par lettre patentes de Louis XV avec titre de barons de Murato en Corse, puis en 1812 de baron de l'Empire par Napoléon Ier en faveur de Michel-François de Sistrières-Murat (1765-1825).
Cette famille ne figurait pas parmi les nobles d'Auvergne lors des recherches faites par M. de Fortia de 1666 à 1670.
Dans un mémoire qu'elle a produit en 1758 à la chancellerie, elle prétendait être le seul rameau subsistant de l'illustre famille des vicomtes de Murat en Haute-Auvergne.

## Principaux membres
- François de Sistrières, juge de la ville et vicomté de Murat-en-Auvergne, fils de Jean et de Lombarde de Traverse, d'une famille distinguée de médecins du roi; il épousa en 1613 Gilberte Teilhard, fille de Guilhem Teilhard, juge d'appeaux et lieutenant général au bailliage de Vic-en-Carladès et d'Éléonore du Buisson. Ils eurent onze enfants, dont Guillaume, juge à Murat à la suite de son père et le cadet Jean Desistrières qui suit.
- Jean de Sistrières (-1694), a succédé à la charge de lieutenant général au bailliage de Vic de son beau-père et s'installe à Vic, dans la maison 2, rue de Boissy. Il s'est marié en 1650 à Catherine Casses, fille de Michel, sieur de Ladevèze, receveur des consignations au bailliage de Vic, et ils ont eu huit enfants. Il s'intitulait en 1658 maître des requêtes de l'hôtel de la reine Anne d'Autriche; en 1668, un arrêt du parlement attribue au lieutenant du bailliage le droit de recevoir pour Louis Ier Grimaldi, comte de Carladès (1662-1701), les hommages et reconnaissances des vassaux du comté de Carladès. Il reçoit en 1675 commission du roi pour faire la convocation du ban et de l'arrière-ban. Il entreprit des recherches historiques considérables et "laisse en mourant en 1692 des Mémoires sur les fiefs de chaque province de France; une Chronique; une Histoire d'Auvergne, un Nobiliaire de cette province, une Histoire du pays du Carladez consistant aux vicomtés de Carlat et de Murat.., dont le manuscrit a été conservé aux archives[3]. Sa fille Jeanne Desistrières se marie à François Pagès, fils de Blaise, seigneur des Huttes et de Marguerite Teilhard, conseiller du roi et son procureur au siège présidial de Vic.
- Pons de Sistrières, fils du précédent, procureur et lieutenant au bailliage de Vic-en-Carladès, marié à Madeleine de Leygonie, fille de François, seigneur de Labastide à Saint-Sigismond, doyen des avocats au siège présidial d'Aurillac, et de Marguerite Sénezergues.
- Gabriel-Joseph de Sistrières (vers 1700-1745), fils du précédent, s'intitulait écuyer, lieutenant-général civil et criminel, bailli de robe longue et juge d'appeaux du bailliage Vic-en-Carladès, ce qui lui valut une condamnation pour usurpation de titre et de la qualité de noblesse[4]. Il se maria en 1728 avec Françoise Conducher, fille de François, notaire à Thiézac et de Claire Froquières. Ils eurent cinq enfants dont deux fils : François-Michel et Jean-Aymar seront anoblis.
- François-Michel de Sistrières (1730-1809) fils du précédent, juge d'appeaux et lieutenant du roi pour le bailliage de Carladès, vicomte de Murato par lettres du 22 avril 1776. Il est condamné le 10 septembre 1759 par la Cour des aides de Clermont à 2000 livres pour ne pas avoir justifié des titres en vertu desquels il prenait le titre d'écuyer, de chevalier seigneur, et de grand bailli de Carladès[5]. Il se maria le 29 novembre 1763 avec Jeanne Sérieys, fille de Jean-Joseph Sérieys, avocat en parlement, et d'Anne Lescure. En plus de nombreux factums imprimés qui montrent que c'était un homme querelleur et chicaneur, il semble que ce soit lui ou son frère Jean, qui est l'auteur de plusieurs ouvrages d'histoire et d'agronomie qui présentent un réel intérêt:
  - Histoire d'Auvergne, Première partie, Paris, Cussac, 1782, par le Vicomte de Murat-Sistrières,
  - Discours sur l'origine des lois, Paris, FM, 1769, 54 pp.
  - L'Art de cultiver les pays de montagne et les pays froids, ou Essai sur le commerce et l'agriculture particulière aux pays et montagnes d'Auvergne, Londres et Paris, Grangé, 1774, in-12°.
  - Procédés et mécanismes nouveaux et rectifiés sur l'art de la fromagerie;
  - Cours de théorie et de pratique expérimentale d'agriculture, etc., etc., etc.
  - Concours de la Législation, avec l'Agriculture, les arts et le commerce des siècles modernes, assortis avec la théorie agraire, le régime rural, et en partie à l'aide des mécanismes inventés ou rectifiés par l'auteur..., par Desistrières-Murat, avec le concours de Murat-Sistrières, son fils, maire de Vic, imprimé en pluviose an XI (1803) in-12°.
- Michel de Sistrière-Murat (1765-1825), fils du précédent, sert dans l'armée comme aspirant à partir de 1776. Il embrasse la cause de la Révolution en prenant comme prénom républicain : Amaranthe, puis fait les guerres de la Révolution et de l'Empire où il gagne le grade de général. Il se marie le 29 janvier 1799 avec Françoise-Élisabeth Coffinhal, fille de Jean-Baptiste, commissaire au tribunal civil d'Aurillac qui procède aux ventes des biens d'immigrés, et nièce de Jean-Baptiste Coffinhal (1762-1794), vice-président du Tribunal révolutionnaire. Il acquiert ainsi une partie des biens confisqués aux familles de Comblat et Pagès des Huttes que son père haïssait et qui se retrouvent entièrement ruinées.
- Eugène de Murat-Sistrières (1801-1880), fils du précédent, né à Vic, ingénieur de l'école polytechnique en 1817, il fait l'école d'application de Metz en 1819, devient capitaine d'artillerie et quitte l'armée en 1836. Il est élu député du Cantal à l'occasion de la chute de la monarchie de Juillet (1848-1851), et devient membre de la société cantalienne. En 1829, il fait faire des travaux de canalisation à la Source de Vic que les Coffinhal avaient rachetée comme bien national, la fait analyser par M. Mourguy qui fait une communication à l'Académie des sciences, afin d'augmenter sa réputation. En 1836, il se marie avec Marguerite de Combarel, fille d'Hippolyte et de Julie Dauphin. Ils auront quatre enfants, dont une seule fille contracte une alliance et donne une postérité:
- Anne-Marie de Murat-Sistrières (1846-1919) mariée en 1866 à Vic avec Georges-Arthur de Pierre (1839-1918), propriétaire du château d'Aulteribe, fils de Joseph, marquis de Pierre, et de Henriette Onslow (1814-1883), fille du musicien.

## Armes, blason, devises
- de Sistrières-Murat, brevet d'armoiries 1776 : "Écartelé: aux 1 et 4, d'azur, à trois fasces crénelées d'argent, maçonnées de sable, la première crénelée de cinq pièces, la deuxième de quatre, la troisième de trois, cette dernière ouverte en porte au milieu (Murat); aux 2 et 3, d'azur, à un Saint-Michel d'or, tenant enchaîné sous ses pieds le démon, aussi d'or, et le frappant d'une épée flamboyante de gueules (Sistrières)."[6].